# مهدی سجاده‌چی
مهدی سجاده‌چی (زاده ۱۳۴۰ - تهران) فیلمنامه‌نویس سینما و تلویزیون اهل ایران است. وی در چهلمین دوره جشنواره فیلم فجر عضو هیئت داوران بخش سودای سیمرغ بوده‌است. سجاده‌چی رئیس کانون فیلمنامه‌نویسان سینمای ایران است.

## فیلم‌شناسی

### سینما
- سوفی و دیوانه (۱۳۹۵)
- گام‌های شیدایی (۱۳۹۱)
- روز سوم (۱۳۸۵)
- رنجر (۱۳۷۸)
- قاعده بازی (۱۳۷۶)
- هفت سنگ (۱۳۷۶)
- مرد نامرئی (۱۳۷۴)
- دمرل (۱۳۷۲)
- پاتال و آرزوهای کوچک (۱۳۶۸)

### تلویزیون
- لبه آتش (۱۳۹۰)
- شهریار  (۱۳۸۶)
- یکی مثل من (۱۳۸۲)
- خاک سرخ (۱۳۸۱)
- پرونده‌های مجهول (۱۳۸۰)